# Санторсо
Санторсо (італ. Santorso, вен. Santorso) — муніципалітет в Італії, у регіоні Венето, провінція Віченца.
Санторсо розташоване на відстані близько 440 км на північ від Рима, 85 км на північний захід від Венеції, 25 км на північний захід від Віченци.
Населення — 5859 осіб (2014).
Щорічний фестиваль відбувається 3 травня. Покровитель — Sant'Orso.

## Демографія
Населення за роками:

Станом на 1 січня 2023 року в муніципалітеті офіційно проживало 298 іноземців з 44 країн, серед них 75 громадян країн Євросоюзу та 13 громадян України.

## Сусідні муніципалітети
- Пьовене-Роккетте
- Скіо
- Вело-д'Астіко
- Цане